# Kāti Mamoe
Kāi Mamoe o Ngāti Mamoe es un iwi maorí. Era originario de la región de Heretaunga (Napier), pero se trasladó a la Isla Sur de Nueva Zelanda en el siglo XVI que entonces ya estaba habitada colectivamente por otros maoríes llamados Waitaha.  
Los Kāti Māmoe fueron absorbidos por los Ngāi Tahu mediante matrimonios y movimientos de conquista, que se trasladaron a la Isla Sur un año después. Hoy en día no existe una organización tribal específica de los Kāti Māmoe, pero muchos Ngāi Tahu tienen vínculos con ellos en su árbol genealógico (whakapapa). Sobre todo en el sur de las Islas del Sur. Los maoríes del sur todavía se consideran Ngai Tahu-Ngati Mamoe, una síntesis de los dos grupos tribales.